# Yanardagh
Yanardagh est un feu de gaz naturel qui brûle en permanence sur une colline de la péninsule d'Abcheron sur la mer Caspienne près de Bakou.

## Histoire
Yanardagh a été accidentellement allumée par un berger dans les années 1950.
Selon une étude menée par des scientifiques et des géologues, l'analyse de quatre échantillons prélevés à Yanardagh a montré que la zone de débit maximal était située sur le côté supérieur de la faille de la zone d'où émane la flamme.
La raison invoquée pour les incendies de Yanardagh est le résultat de gaz d'hydrocarbures émanant de sous la surface de la terre.
Afin de protéger ce monument et de soutenir le tourisme dans la région, la réserve historique, culturelle et naturelle de l'État de Yanardagh a été créée par décret présidentiel du 2 mai 2007.